# MÁVAG-kolónia
A MÁVAG-kolónia nagy méretű budapesti épületkomplexum, amelyet a Magyar Királyi Állami Vas-, Acél- és Gépgyárak (MÁVAG) épített a dolgozói számára Budapesten a gyártelepről délre, annak közvetlen szomszédságában, a Golgota utca és a Vajda Péter utca között.

## Története
A gyár a kezdetektől fogva számolt szükséges munkáskezek betelepítési igényével. Budapest VIII. kerületében a Kőbányai úton, majd a Delej utcában épített fel 1908 és 1909 között (egyes helyeken 1910 szerepel) egy úgynevezett kolóniát, vagy mai szóval lakótelepet, amelyben olcsó bérű szolgálati lakáshoz jutottak a munkások.
A 648 lakásból álló épületkomplexum várjellegű, körben zárt, csak kapukon keresztül lehet bejutni a közepére, ahol két alacsonyabb épület, az ún. "majom-sziget" és a MÁVAG-kultúrház található. A kultúrház adott otthont már az első világháború után a báloknak, a hangversenyeknek, továbbá itt található egy sportterem (például kosárlabdához), különböző ének, zene és tánc próbatermek és egy könyvtár. A második világháborúig mosókonyha és tisztasági fürdő is üzemelt, tekintve, hogy egy lépcsőház kivételével a 24 lépcsőházra tagolt négyemeletes épületek lakásaiban nem volt fürdőszoba, és a közös használatú WC kint helyezkedett el a lépcsőházban.
Az 1950-es években a gyárból hangszórón közvetítették a mozgalmi dalokat műszakváltás előtt, április 4. előtt pedig katonák gyakorolták a díszszemlét a gyár és a kolónia között a forgalommentes Golgota úton. Az épület belsejében lévő udvarban biztonságosan, de nem zavartalanul játszottak a gyerekek, mert szinte minden lépcsőházban lakott egy házmester, aki az udvart locsolta és sepregette. Gépkocsik híján nyaranta lovaskocsin hozták a parasztok, földművesek a zöldséget és gyümölcsöt, a húsért pedig sorba kellett állni az egyetlen belső boltban, egy húsközértben.
A gyár vezetőinek tekintélyes része lakott a kolóniát délről határoló, ma is kertvárosi jellegű Tisztviselőtelepen.
A kolóniát kisebb megszakításokkal 1943-1977 között járta körbe 20-as villamos.
1994-ben fővárosi műemléki védettséget kapott. Az itt élő népesség 3 ezer fős létszáma az ezredfordulót követő évekre ezerre apadt.
Sajátos hangulatából eredően a Kolónia kedvelt helyszín a filmgyártó stábok körében. 1996-ban például itt forgatták Tímár Péter Csinibaba című filmjének egyes jeleneteit.

### Közösségi helyek
Volt az épületben még egy közös mosókonyha, ahol az asszonyok üstökben főzték a szennyest, kézi mángorlóval csavarták ki a vizet, és kihúzható, meleg levegővel fűtött szárítórekeszekben szárították a ruhát. Volt orvosi rendelő, mentőállomás, víztorony, egy dekorációs műhely, amely különösen az ötvenes években sokat dolgozott az udvaron az egymást követő ünnepek jelszavait és transzparenseit festegetve. (Ez látható a Csinibaba című filmben is, mivel ezt a helyet használták fel eredeti helyszínként.) Volt továbbá egy erősen felfrissített szakszervezeti könyvtára. A MÁVAG-könyvtárban dolgozott egykor Nagy László költő, és éveken át Vaszy Viktor vezényelte a gyár szimfonikus zenekarát. A Ganz (később Vörösmarty) Művelődési Ház alagsorából ma az egykori híres Fekete Lyuk nevű underground pinceklub ismeretes. A MÁVAG-nak volt továbbá még egy Acélhang nevű kórusa és néptánc-együttese is.

### Templom
A kolónia előtt van a Golgota tér, illetve Golgota út, ahol egykor domb állt, rajta egy kápolna, előtte három kereszt, és az Orczy út felől egy stációsorozat. (A tér róluk kapta nevét.) Az épületet és a dombot elhordták a hatvanas években, a stációkból egy-két példány maradt mutatóba, amelyek a Magyarok Nagyasszonya téri (korábban Rezső téri) Tisztviselőtelepi Magyarok Nagyasszonya-plébániatemplom mögött láthatók.

### Hétvége
A MÁVAG-osoknak Budaörsön voltak vállalati juttatott hétvégi telkeik, oda jártak kertészkedni és pihenni. Az ötvenes években pedig természetjárással kapcsolódtak ki, mivel volt a gyárnak természetbarát, úszó, kosárlabda és labdarúgó szakosztálya. Az  1932-1934 között labdarúgópálya a Népligetben volt, kocsmával és kuglipályával kiegészítve. (Ma FTC-MVM Sportközpont.)

### Nevezetes lakók
Jellemző volt a sokgyerekes család és a generációk, „dinasztiák” helyben maradása, egy örökölt életformához kötődése. Például Ujvári László öntőmunkás a két világháború között jött oda Hámorból, György, Zoltán, László és Miklós nevű fiát nevelte fel a kolóniai egyszobás lakásában. György 1956-ban Dániába kivándorolt, Zoltán kosárlabda-válogatott volt, de korán meghalt, László szintén neves sportoló, úszó volt és korán elment, míg Miklósnak is kosárlabdás sikerek jutottak. Az ő lánya Ujvári Eszter, mai válogatott kosárlabdázó. A kolóniában lakott az Illés-együttes alapítója, Illés Lajos és a birkózó Kozma István (Pici vagy Bivaly).

## Iskola
A Vajda Péter utca Tisztviselőtelep felöli oldalán iskola is épült a gyár dolgozóinak családja számára:

## Képtár

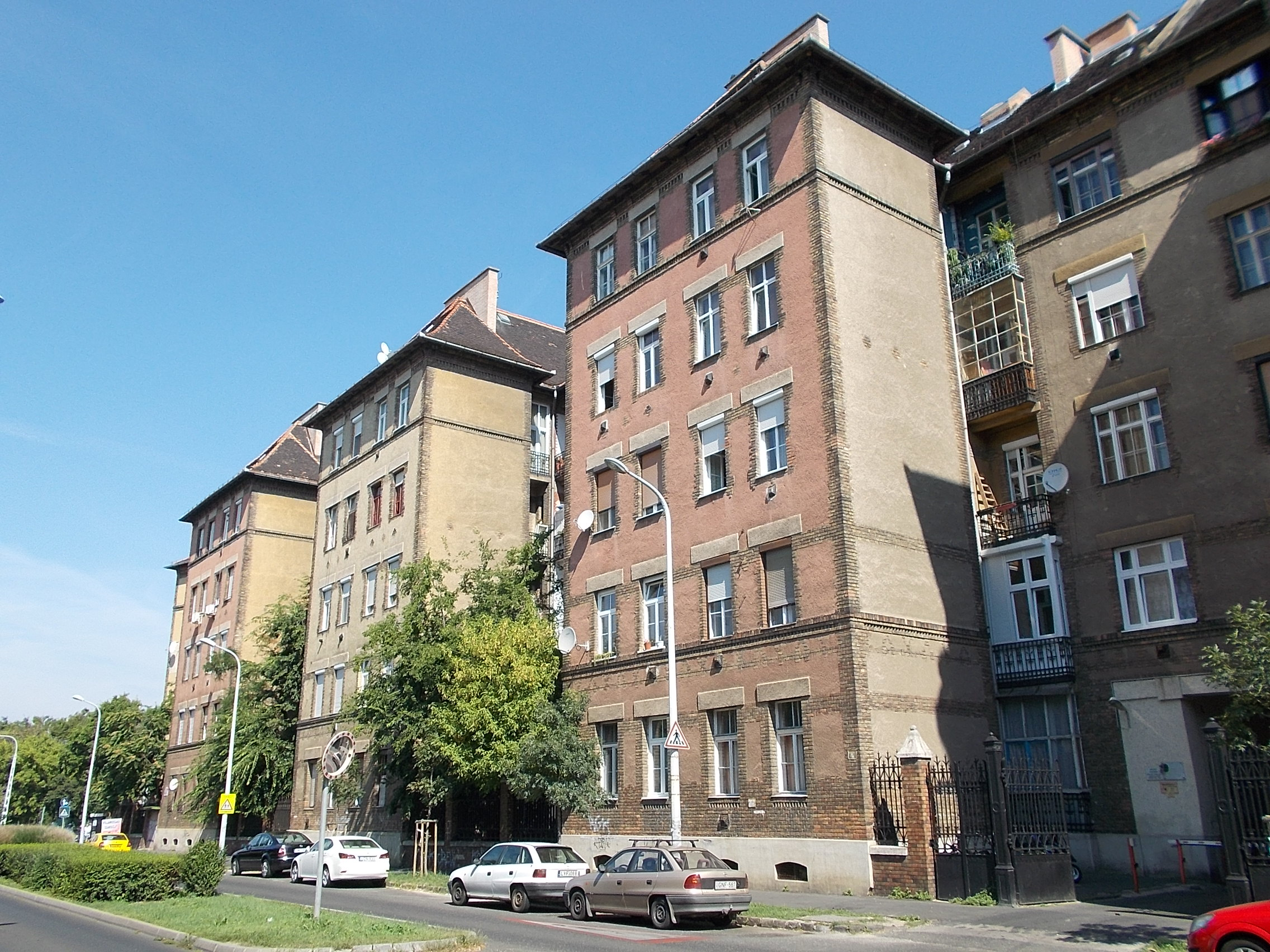
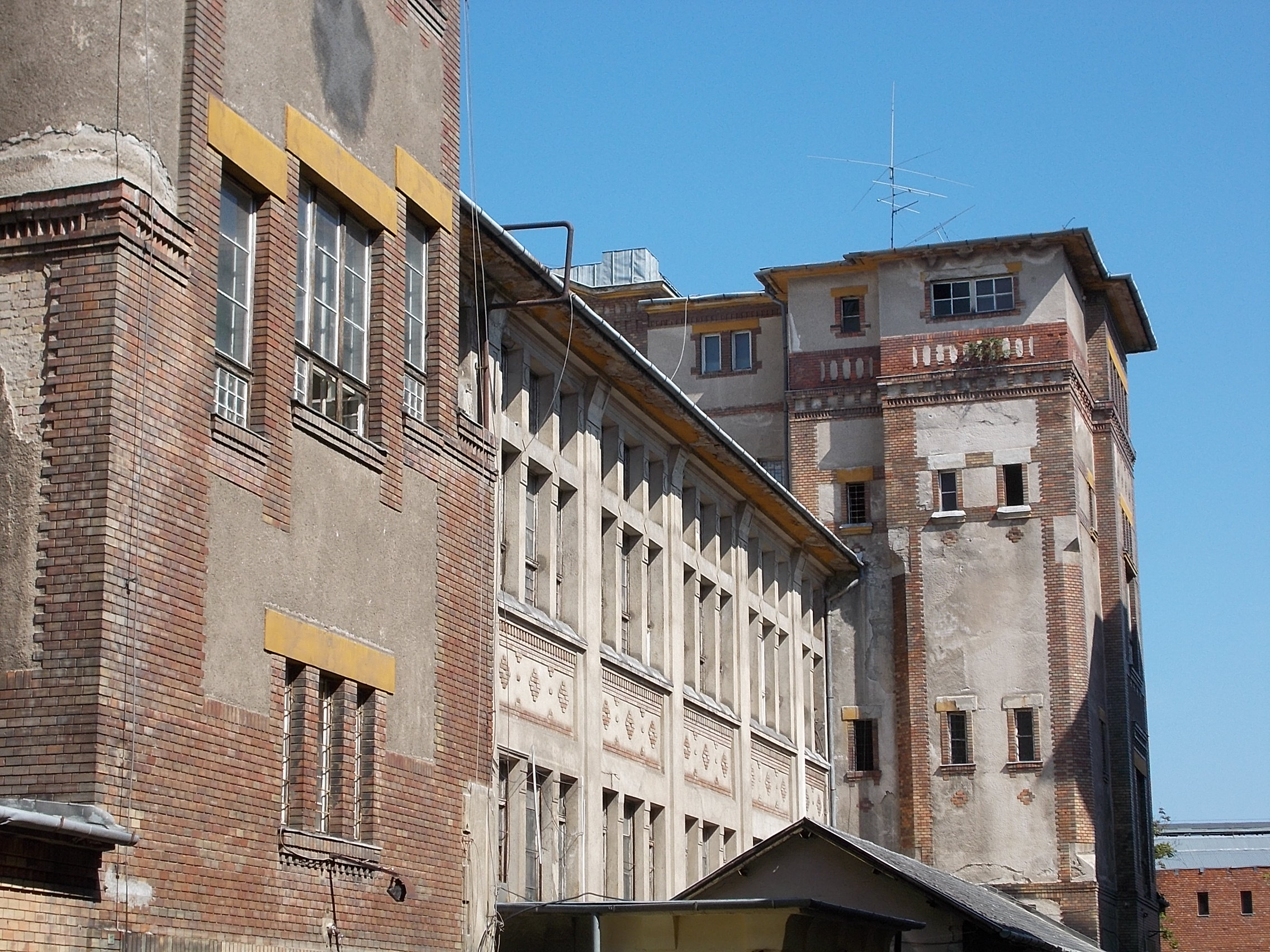
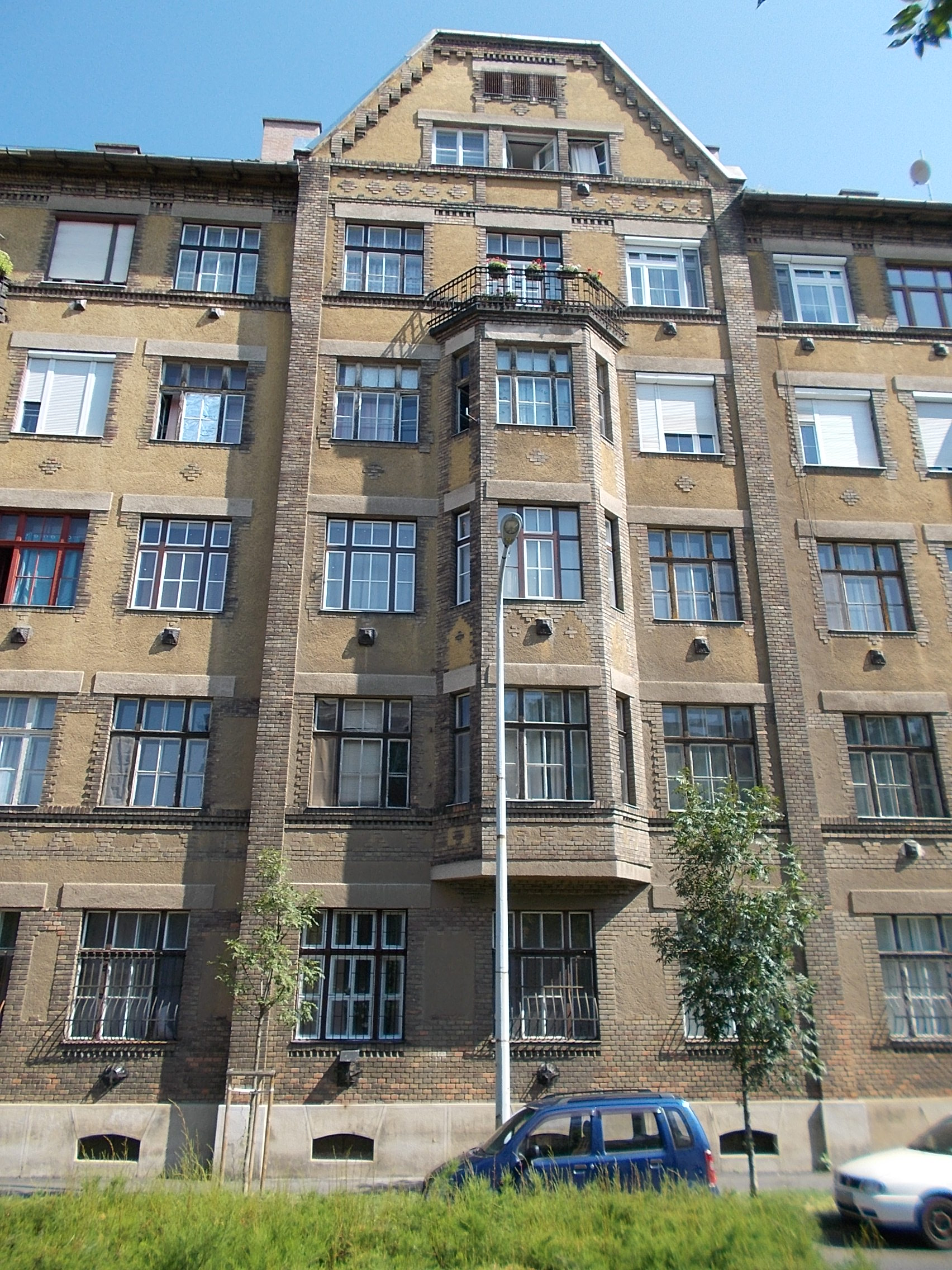
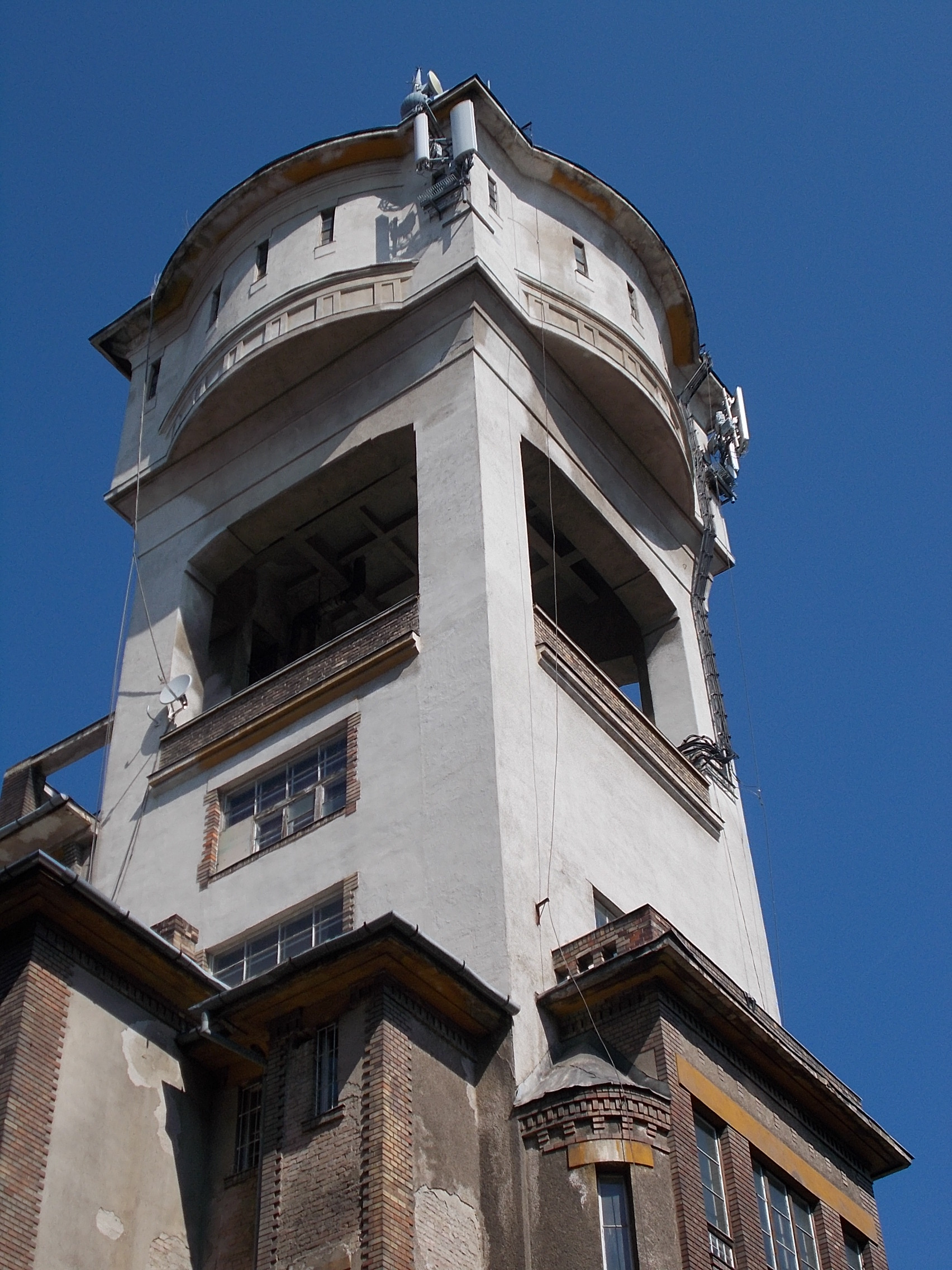
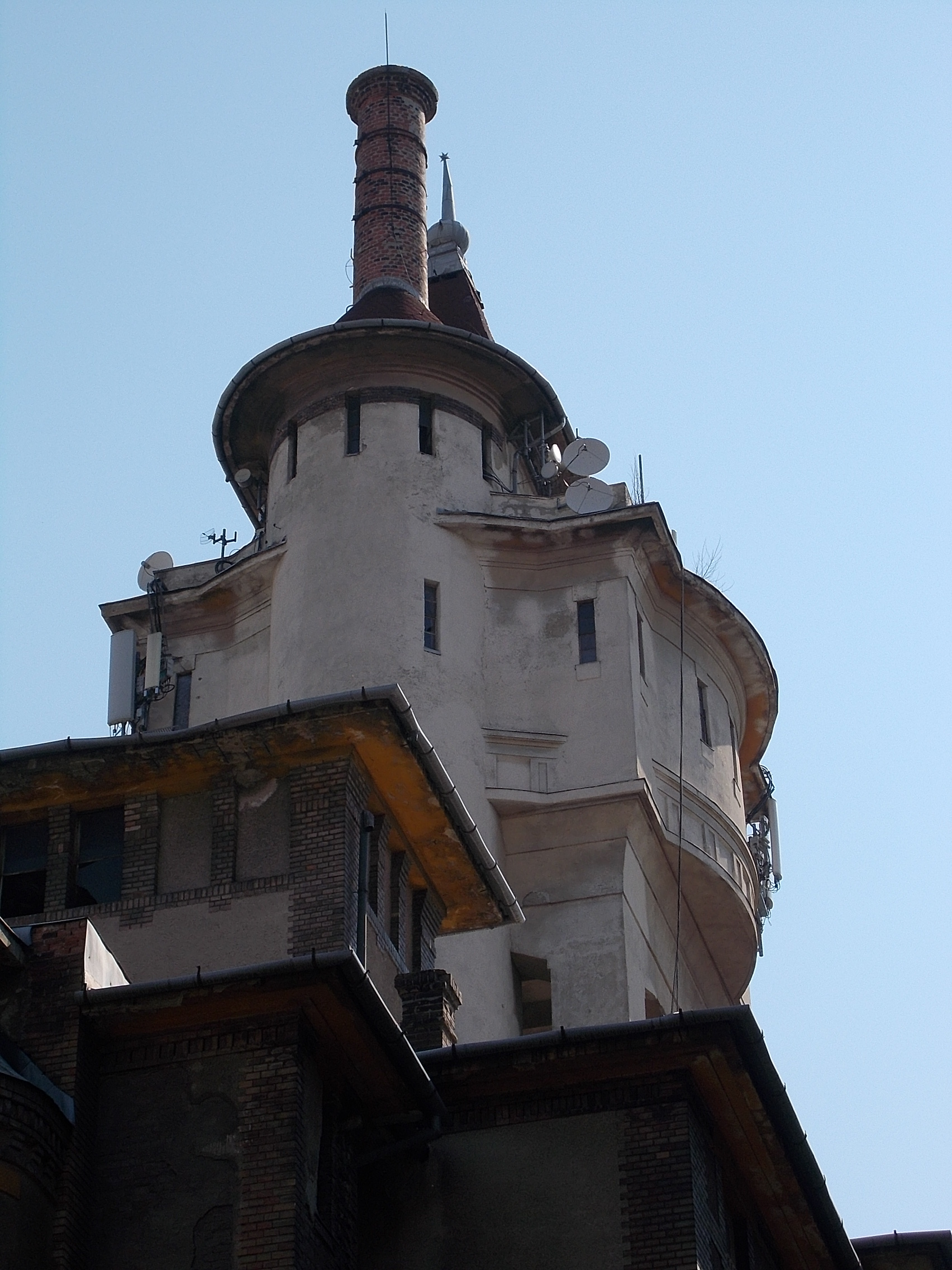
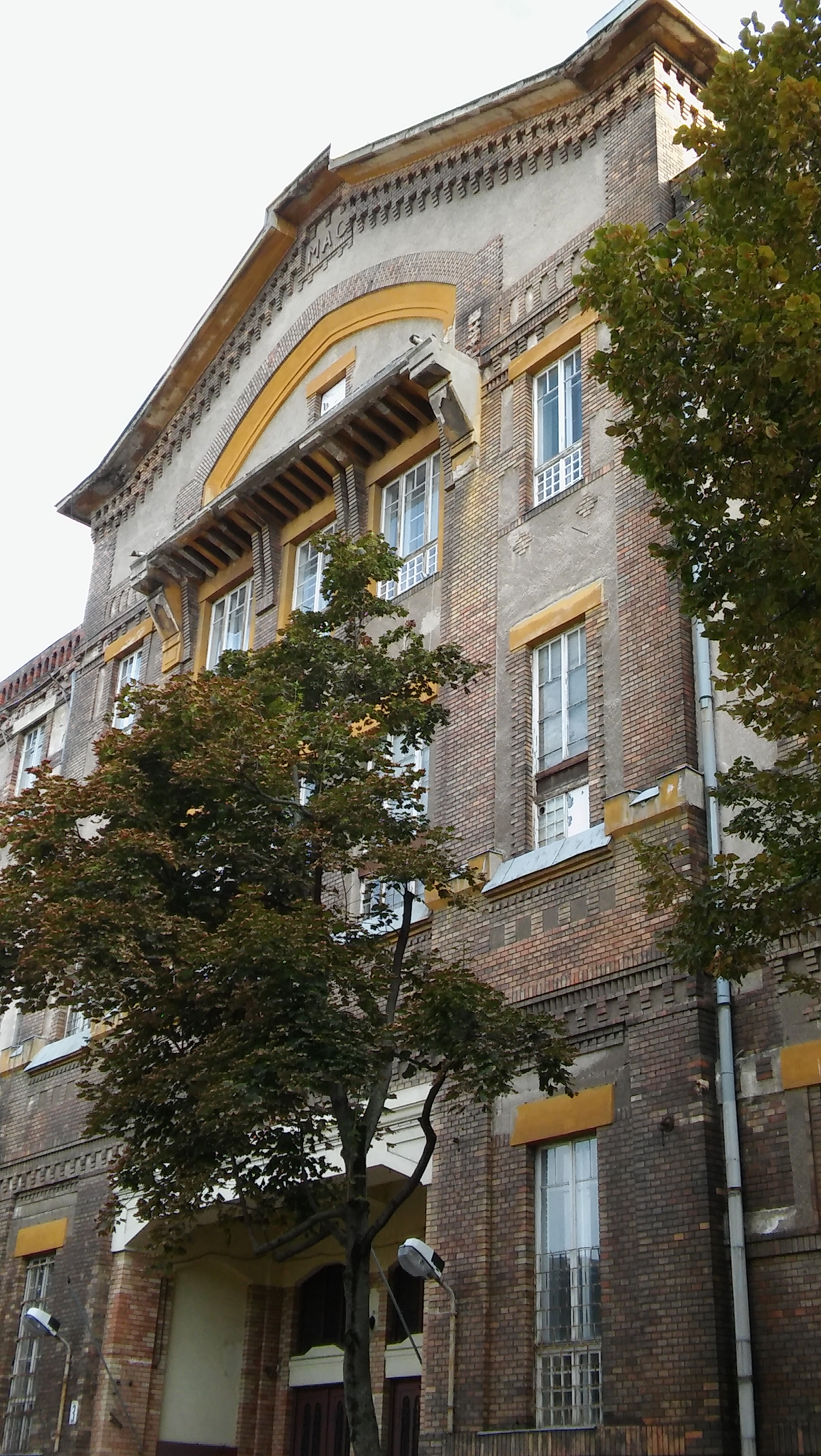
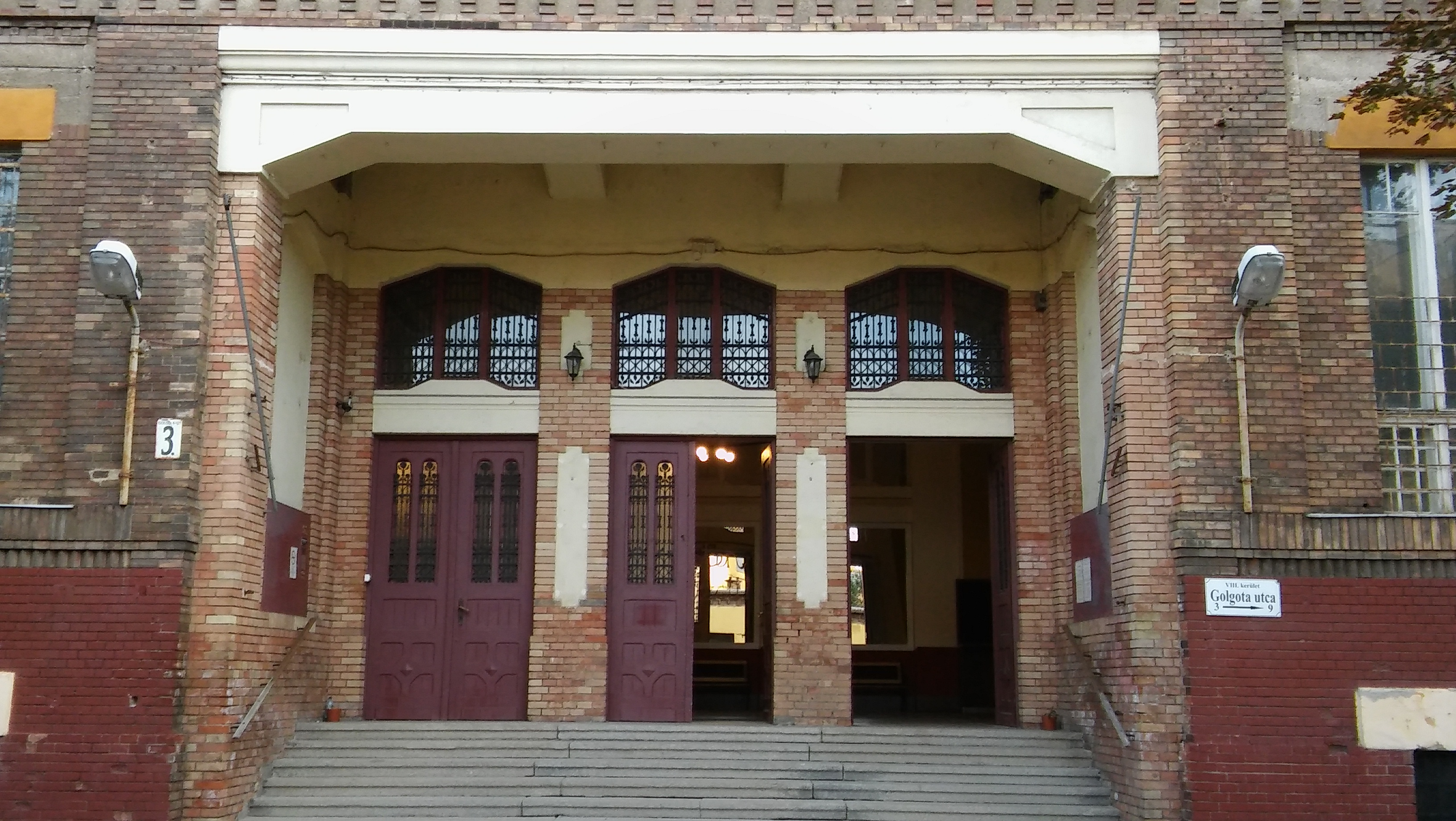
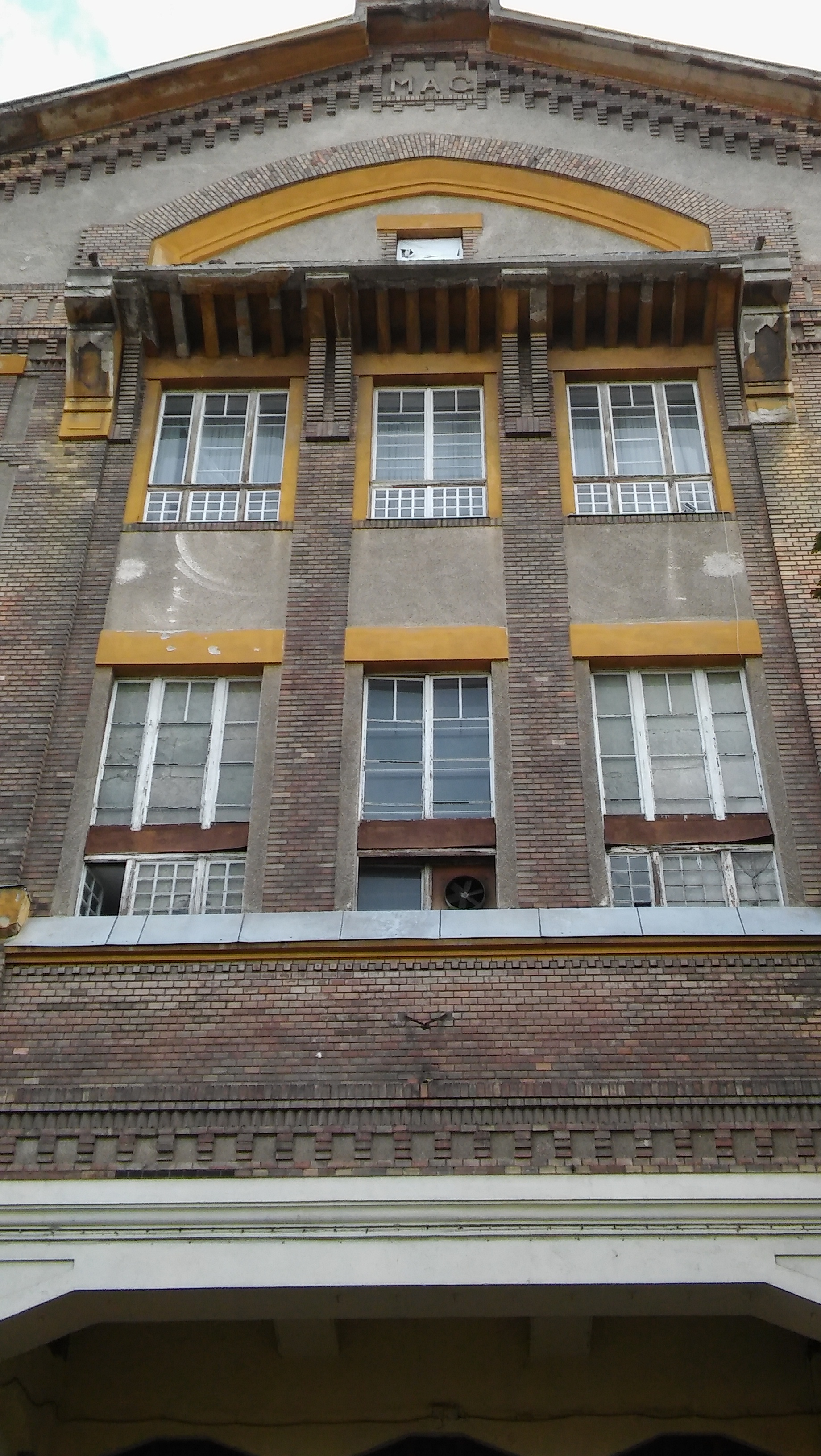
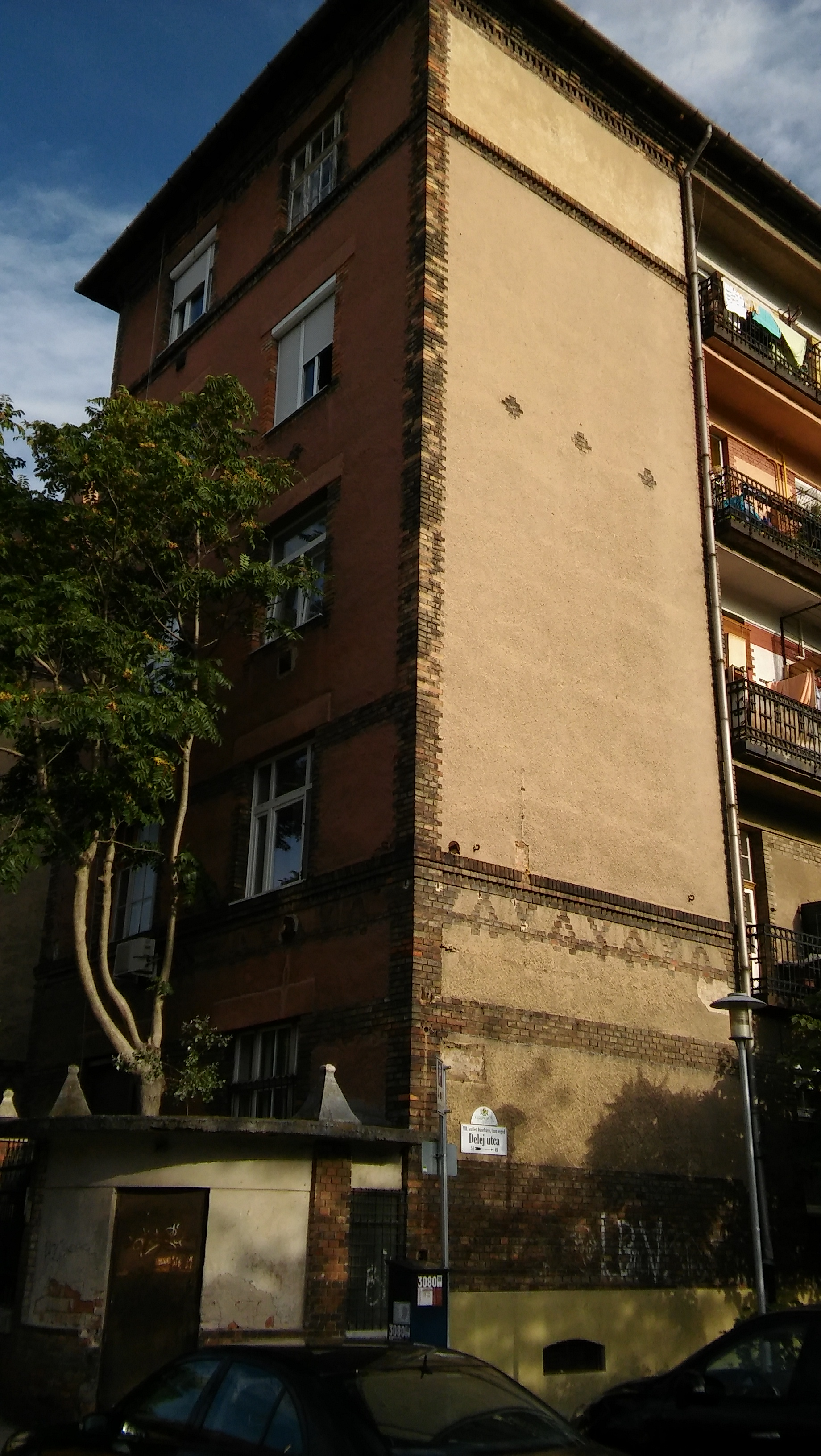
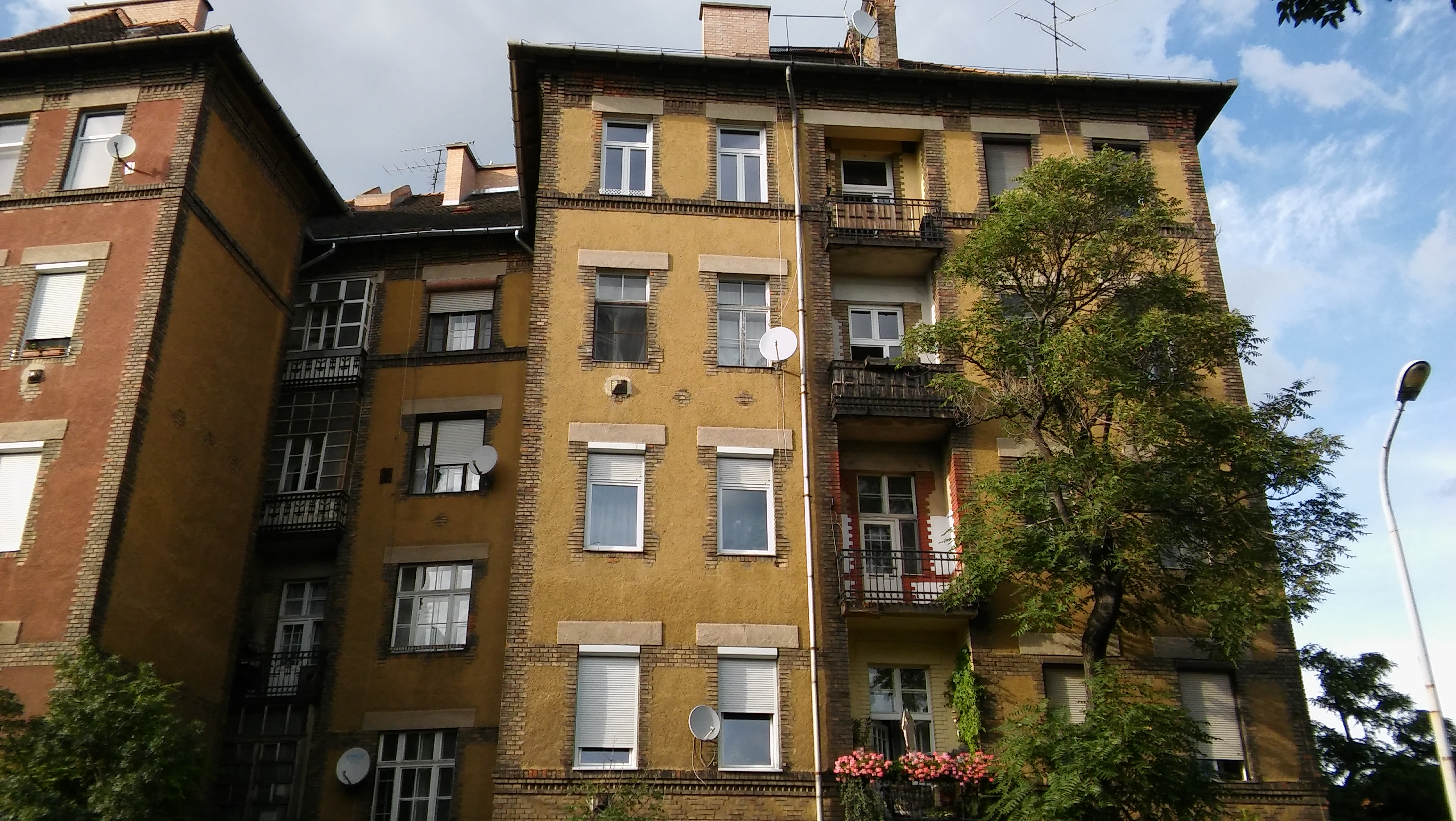
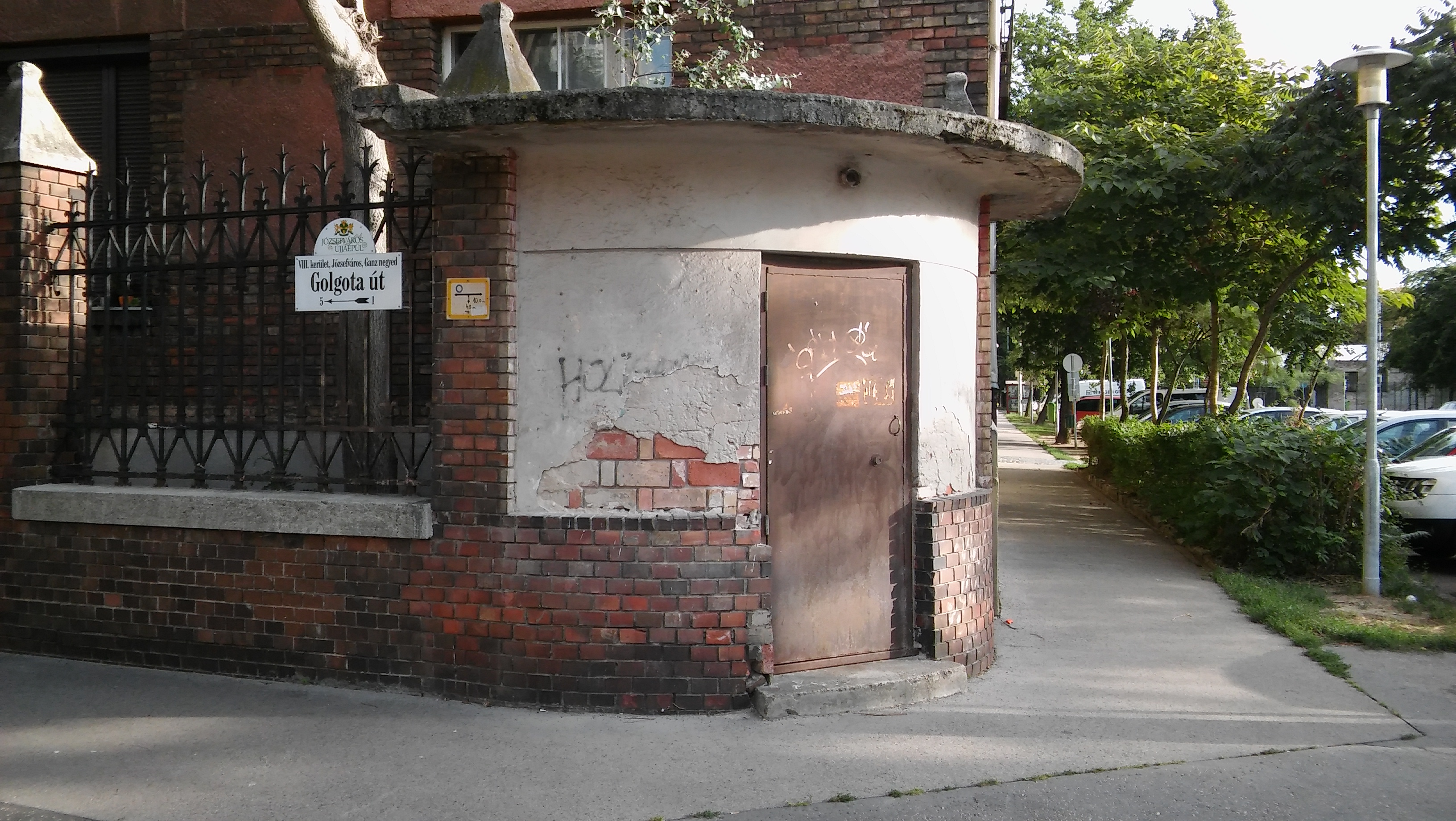
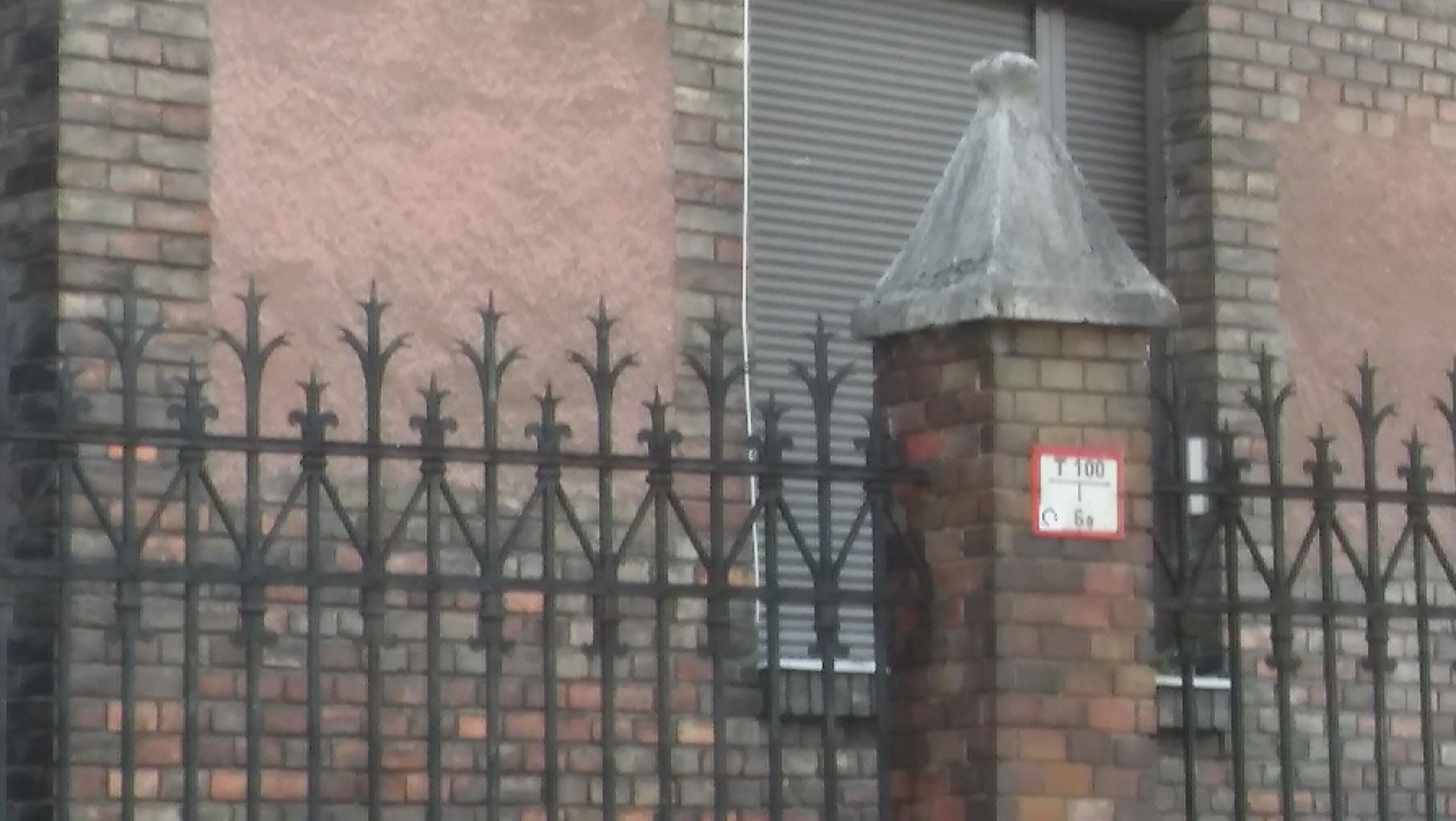